# Tríptico de Cortona
O Tríptico de Cortona é uma pintura de Fra Angelico, que representa a Madona com o Menino acompanhados por santos, e que hoje está no Museu Diocesano em Cortona, Itália.
O tríptico foi originalmente pintado para a igreja de San Domenico em Cortona, e pertencia aos dominicanos. Foi pintado em Fiesole e enviado para Cortona, provavelmente antes de Fra Angelico ter pintado a Pala di Fiesole em 1437, obra com a qual tem muitas características comuns.
No centro há uma «maestà entronizada» acompanhada por santos nos painéis laterais.
No alto, na cimalha, há dois tondi com o Anjo da Anunciação, Anunciação da Virgem, e ao centro uma Crucificação. A predela mostra a história de vários santos: São Pedro, o sonho do Papa Inocêncio III, São Miguel Arcanjo, uma ressurreição de Napoleone Orsini, São Vicente Mártir, São Domingos com os frades, servido por anjos, a morte de São Domingos, e São Tomás de Aquino.